# Milán-San Remo 2022
La 113.ª edición de la clásica ciclista Milán-San Remo fue una carrera de ciclismo en ruta en Italia que se celebró el 19 de marzo de 2022 con inicio en la ciudad de Milán y final en la ciudad de San Remo sobre un recorrido de 293 kilómetros.
La carrera formó parte del UCI WorldTour 2022, siendo la sexta competición del calendario de máxima categoría mundial. Es además el primero de los cinco monumentos del ciclismo de la temporada. El vencedor fue el esloveno Matej Mohorič del Bahrain Victorious y estuvo acompañado en el podio por el francés Anthony Turgis del TotalEnergies y el neerlandés Mathieu van der Poel del Alpecin-Fenix, segundo y tercero respectivamente.

## Equipos participantes
Tomaron parte en la carrera 24 equipos: 18 de categoría UCI WorldTeam y 6 de categoría UCI ProTeam. Formaron así un pelotón de 166 ciclistas de los que acabaron 159. Los equipos participantes fueron:
| WorldTeams (18)- AG2R Citroën Team - Astana Qazaqstan Team - Bahrain Victorious - Bora-Hansgrohe - Cofidis - EF Education-EasyPost - Groupama-FDJ - Ineos Grenadiers - Intermarché-Wanty-Gobert Matériaux - Israel-Premier Tech - Jumbo-Visma - Lotto-Soudal - Movistar Team - Quick-Step Alpha Vinyl - BikeExchange-Jayco - Team DSM - Trek-Segafredo - UAE Team Emirates ProTeams (6)- Alpecin-Fenix - Arkéa-Samsic - Bardiani-CSF-Faizanè - Drone Hopper-Androni Giocattoli - Eolo-Kometa - TotalEnergies |
| |

## Clasificación final
- La clasificación finalizó de la siguiente forma:[2]

| \| Clasificación general \| Clasificación general \| Clasificación general \| Clasificación general \| Clasificación general \| \| Ciclista \| Ciclista \| Equipo \| Tiempo \| \| \| --------------------- \| --------------------- \| ---------------------------------- \| --------------------- \| --------------------- \| \| 1.º \| Matej Mohorič \| Bahrain Victorious \| 6 h 27 min 49 s \| \| \| 2.º \| Anthony Turgis \| TotalEnergies \| + 2 s \| \| \| 3.º \| Mathieu van der Poel \| Alpecin-Fenix \| + 2 s \| \| \| 4.º \| Michael Matthews \| BikeExchange-Jayco \| + 2 s \| \| \| 5.º \| Tadej Pogačar \| UAE Team Emirates \| + 2 s \| \| \| 6.º \| Mads Pedersen \| Trek-Segafredo \| + 2 s \| \| \| 7.º \| Søren Kragh Andersen \| Team DSM \| + 2 s \| \| \| 8.º \| Wout van Aert \| Jumbo-Visma \| + 2 s \| \| \| 9.º \| Jan Tratnik \| Bahrain Victorious \| + 5 s \| \| \| 10.º \| Arnaud Démare \| Groupama-FDJ \| + 11 s \| \| \| 11.º \| Vincenzo Albanese \| Eolo-Kometa \| + 11 s \| \| \| 12.º \| Biniam Girmay \| Intermarché-Wanty-Gobert Matériaux \| + 11 s \| \| \| 13.º \| Alex Aranburu \| Movistar Team \| + 11 s \| \| \| 14.º \| Florian Sénéchal \| Quick-Step Alpha Vinyl \| + 11 s \| \| \| 15.º \| Damiano Caruso \| Bahrain Victorious \| + 11 s \| \| \| 16.º \| Michał Kwiatkowski \| Ineos Grenadiers \| + 11 s \| \| \| 17.º \| Primož Roglič \| Jumbo-Visma \| + 11 s \| \| \| 18.º \| Giacomo Nizzolo \| Israel-Premier Tech \| + 21 s \| \| \| 19.º \| Lorenzo Rota \| Intermarché-Wanty-Gobert Matériaux \| + 21 s \| \| \| 20.º \| Quentin Pacher \| Groupama-FDJ \| + 21 s \| \| |                      |                                    |                 |
| |                      |                                    |                 |
| Fuente: ProCyclingStats |                      |                                    |                 |
| Clasificación general |                      |                                    |                 |
| Ciclista | Ciclista             | Equipo                             | Tiempo          |
| 1.º | Matej Mohorič        | Bahrain Victorious                 | 6 h 27 min 49 s |
| 2.º | Anthony Turgis       | TotalEnergies                      | + 2 s           |
| 3.º | Mathieu van der Poel | Alpecin-Fenix                      | + 2 s           |
| 4.º | Michael Matthews     | BikeExchange-Jayco                 | + 2 s           |
| 5.º | Tadej Pogačar        | UAE Team Emirates                  | + 2 s           |
| 6.º | Mads Pedersen        | Trek-Segafredo                     | + 2 s           |
| 7.º | Søren Kragh Andersen | Team DSM                           | + 2 s           |
| 8.º | Wout van Aert        | Jumbo-Visma                        | + 2 s           |
| 9.º | Jan Tratnik          | Bahrain Victorious                 | + 5 s           |
| 10.º | Arnaud Démare        | Groupama-FDJ                       | + 11 s          |
| 11.º | Vincenzo Albanese    | Eolo-Kometa                        | + 11 s          |
| 12.º | Biniam Girmay        | Intermarché-Wanty-Gobert Matériaux | + 11 s          |
| 13.º | Alex Aranburu        | Movistar Team                      | + 11 s          |
| 14.º | Florian Sénéchal     | Quick-Step Alpha Vinyl             | + 11 s          |
| 15.º | Damiano Caruso       | Bahrain Victorious                 | + 11 s          |
| 16.º | Michał Kwiatkowski   | Ineos Grenadiers                   | + 11 s          |
| 17.º | Primož Roglič        | Jumbo-Visma                        | + 11 s          |
| 18.º | Giacomo Nizzolo      | Israel-Premier Tech                | + 21 s          |
| 19.º | Lorenzo Rota         | Intermarché-Wanty-Gobert Matériaux | + 21 s          |
| 20.º | Quentin Pacher       | Groupama-FDJ                       | + 21 s          |

## Ciclistas participantes y posiciones finales
Convenciones:
- AB: Abandono
- FLT: Retiro por llegada fuera del límite de tiempo
- NTS: No tomó la salida
- DES: Descalificado o expulsado

## UCI World Ranking
La Milán-San Remo otorgó puntos para el UCI World Ranking para corredores de los equipos en las categorías UCI WorldTeam, UCI ProTeam y Continental. Las siguientes tablas son el baremo de puntuación y los diez corredores que obtuvieron más puntos:
| Posición   | 1.º | 2.º | 3.º | 4.º | 5.º | 6.º | 7.º | 8.º | 9.º | 10.º | 11.º | 12.º | 13.º | 14.º | 15.º | 16.º-20.º | 21.º-30.º | 31.º-50.º | 51.º-55.º | 56.º-60.º |
| Puntuación | 500 | 400 | 325 | 275 | 225 | 175 | 150 | 125 | 100 | 85   | 70   | 60   | 50   | 40   | 35   | 30        | 20        | 10        | 5         | 3         |

| Clasificación |                      |                    |        |
| Posición      | Ciclista             | Equipo             | Puntos |
| ------------- | -------------------- | ------------------ | ------ |
| 1.º           | Matej Mohorič        | Bahrain Victorious | 500    |
| 2.º           | Anthony Turgis       | TotalEnergies      | 400    |
| 3.º           | Mathieu van der Poel | Alpecin-Fenix      | 325    |
| 4.º           | Michael Matthews     | BikeExchange-Jayco | 275    |
| 5.º           | Tadej Pogačar        | UAE Emirates       | 225    |
| 6.º           | Mads Pedersen        | Trek-Segafredo     | 175    |
| 7.º           | Søren Kragh Andersen | DSM                | 150    |
| 8.º           | Wout van Aert        | Jumbo-Visma        | 125    |
| 9.º           | Jan Tratnik          | Bahrain Victorious | 100    |
| 10.º          | Arnaud Démare        | Groupama-FDJ       | 85     |